# هفته جلق

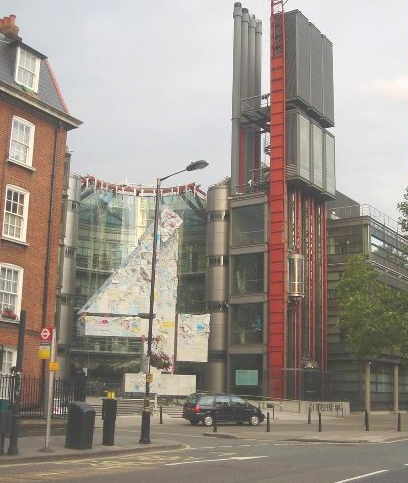
مقر اصلی کانال ۴

هفته جلق یک برنامه تلویزیونی بحث‌برانگیز بود که قرار بود در بریتانیا توسط کانال ۴ روی آنتن برود. موضوع این برنامه مستندهایی در رابطه با خودارضایی بوده‌است. با این حال در سال ۲۰۰۷ موضوع مجوز پخش این برنامه از طرف عموم به شدت مورد تهاجم واقع و پخش آن منتفی شد. با اینکه برنامه "هفته جلق" پخش نشد، اما مستندهایی که برای پخش در این برنامه ساخته شده ممکن است هر زمان که کانال ۴ بخواهد، به روی آنتن بروند.